# Isaac Stern
Isaac Stern (Kremenec, Ukrajna, 1920. július 21. – New York, 2001. szeptember 22.) a 20. század egyik legjelentősebb hegedűművésze, kora világszerte egyik legkeresettebb muzsikusa. Hétszeres Grammy- és Primetime Emmy-díjas.

## Élete

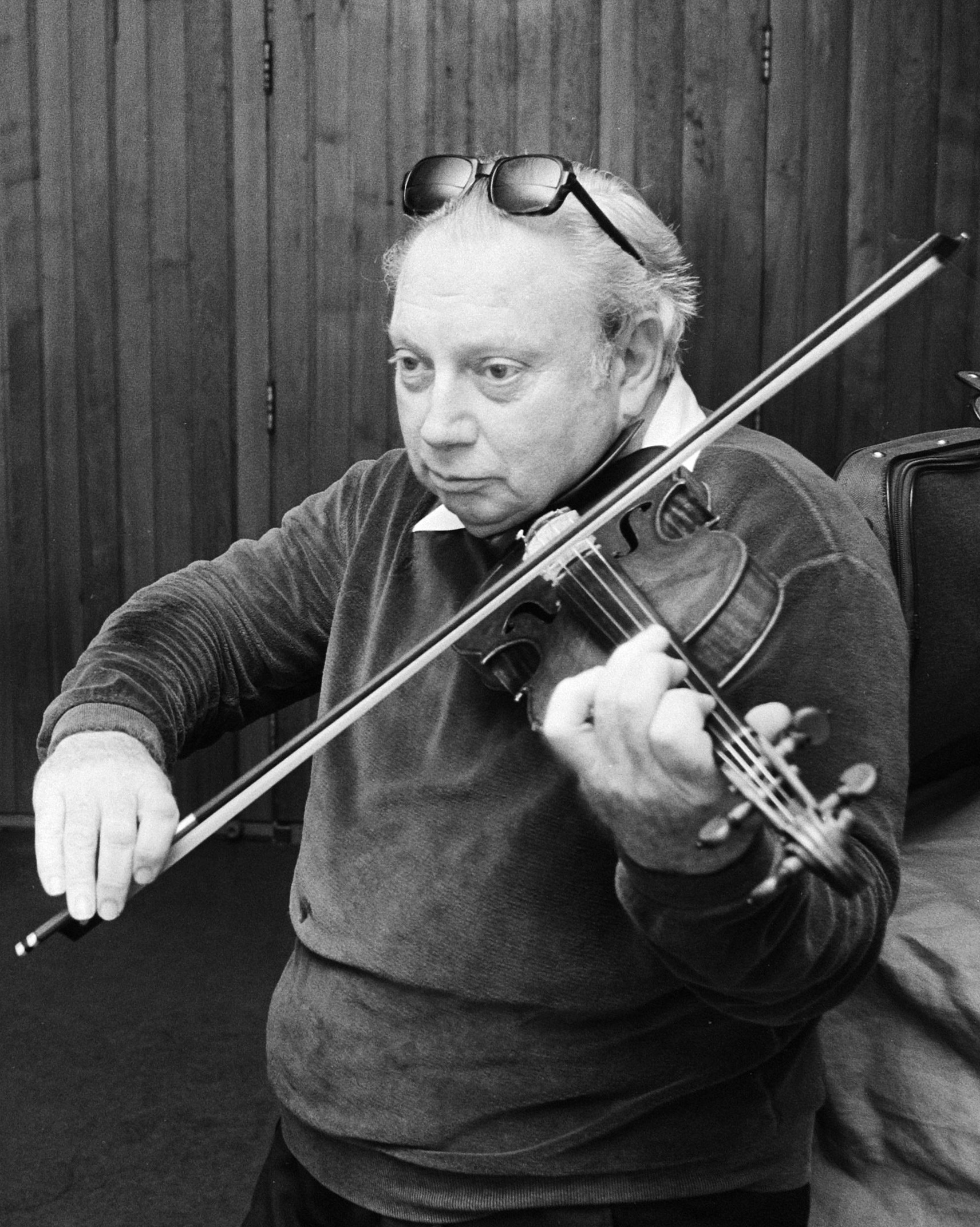
Isaac Stern, 1979

1921-ben szüleivel, Solomon és Clara Sternnel kivándorolt az USA-ba. Édesanyja, aki a Szentpétervári Konzervatóriumban tanult énekelni, hétéves korától zongorázni tanította. Egy ifjú szomszédja hegedűjátékát hallva döntött a hegedű mellett.
Egy támogatója segítségével San Francisco (Kalifornia) konzervatóriumában képezte magát Robert Pollack, Nathan Abas és Naum Blinder irányításával. 1936-ban a San Francisco Symphony zenekarral, Pierre Monteux vezényletével, Camille Saint-Saëns Harmadik hegedűversenyével debütált. Néhány hónappal később Csajkovszkij Hegedűversenyét adta elő a Los Angeles Philharmonicsszel, Otto Klemperer dirigálásával. 1937-ben átment a keleti partra, hogy a New York-i Városházán is fellépjen. Itt órákat is vett Louis Persingertől és Yehudi Menuhintól.
1939-ben felfogadta a legendás impresszárió-menedzsert, Sol Hurokot, aki úgyszólván apja helyett apja lett. Az elkövetkező tíz év alatt Stern kora egyik legkeresettebb muzsikusává vált: már 1939-ben hét hónap alatt 120 koncertet adott USA-, Európa- és Dél-Amerika-szerte.
1960-ban a Carnegie Hall lepusztult épületét le akarták bontani, hogy helyére irodaházat építsenek. Stern létrehozott egy csoportot, amely az 1891-ben emelt történelmi épület megőrzéséért küzdött. Sikerült rávennie New York városát, hogy ötmillió dolláros összegért megvásárolja az épületet, és bérbe adja az ő elnöksége alatt működő jótékonysági szervezetnek. 1962-ben a Carnegie Hall történelmi emlékmű státuszba került. Az épület 1986-os helyreállításakor hálából annak fő hangversenytermét „Isaac Stern Auditorium”-nak nevezték el. 1991-ben nagy koncerttel ünnepelték az intézmény fennállásának 100. évfordulóját.
Klasszikus zenei tevékenységén kívül a Maótól Mozartig című dokumentumfilm is növelte Stern ismertségét, amely beszámol tanári és előadóművészi útjáról a Kínai Népköztársaságban. A film elnyerte az 1981-es Oscar-díjat az 1980 legjobb dokumentumfilm kategóriában.
Izraelben gyakran koncertezett. 1973-ban megalapította a Jerusalem Music Centre-t, és az amerikai–izraeli kulturális ösztöndíj-alapítvány elnöke lett. Kamarazenei partnernei között a csellista Leonard Rose-zal számos hangversenyt adott, mint pl. Brahms op. 2-es Kettőskoncertjét hegedűre és gordonkára. Később Eugene Istominnal és Leonard Rose-zal Zongorástriót alkotott, amit Emanuel Ax, Wilhelm Kempff és Yo-Yo Ma közreműködésével megismételt.
Isaac Stern repertoárján a preklasszikus, bécsi klasszika és romantika hegedűirodalma, különösen Brahms, Beethoven és Mendelssohn művei szerepeltek, olyan kortárs zeneszerzőkéivel együtt, mint Samuel Barber, Bartók, Igor Stravinsky, Paul Hindemith vagy Leonard Bernstein.
Stern gondoskodott a zenészutánpótlás kineveléséről, olyan hegedűsökéről, mint például Itzhak Perlman és Pinchas Zukerman, a csellisták közül Yo-Yo Ma, vagy a zongoristák közül Yefim Bronfman.
Az utolsó nagy hegedűsgeneráció tagjaként szinte minden nemzetközi pódiumon otthon volt, évi 200 koncerttel.

## Írásai
- Meine ersten 79 Jahre (Első 79 évem) önéletrajz, (németül) Lübbe-Verlag, 2000 ISBN 3-78572006-8

## Hegedűi
- Guarneri del Gesù (1737) Vicomte de Panette: 1947-ben vásárolta, és 1994-ben adta el. Jelenlegi tulajdonosa, David Fulton 1996-ban kólcsönadta Vadim Repinnek Ravel és Medtner szonátáinak lemezfelvételére.
- Guarneri del Gesù (1740): előzőleg Eugène Ysaÿe birtokolta, a beleragasztott címke szövege: This violin was the faithful companion of my career („Ez a hegedű pályám hűséges társa volt“). Stern 1965-ben vette meg, és 1998-ban adta el. 1937 és 1958 között Charles Munch tulajdonában volt. Yehudi Menuhin és Ivry Gitlis is játszottak rajta. A Guarneri del Gesù-kiállításon, New Yorkban 1994-ben mutatták be.
- Carlo Bergonzi (1733): Sterné 1975-ben lett, majd Paavo Berglund szerezte meg.
- Giovanni Battista Guadagnini (1750): Sterné 1943 és 1997 között volt.
- Antonio Stradivari (1728): Kruse-Vormbaum, vagy Kreutzer-Stradivari
- Giovanni Battista Guadagnini Arma Senkrach (1750) és egy 1754-es modell, ma Boris Belkin birtokolja.
- Jean Baptist Vuillaume A Cár (1846): 1998 óta a zürichi Oliver Jaques-é, és a New York-i Samuel Zygmuntowicz hegedűkészítő két arról másolt mesterhegedűje.[14]

## Díjai, elismerései
- 1970: American Academy of Arts and Sciences
- 1982: Léonie-Sonning-Musikpreis
- 1984: Kennedy Center Prize
- 1987: Lifetime Achievement Award
- 1991: National Medal of Arts
- 1992: az Elnöki Szabadság-érdemrendet, az USA legmagasabb polgári kitüntetését George H. W. Bush elnök adta át neki.
- 1995: az American Philosophical Society tagja[15]
- 1999: a bonni Beethoven-ház tiszteletbeli tagja
- 2000: Polar Music Prize, a nemhivatalos „zenei Nobel-díj“

## Külső hivatkozások
- Isaac Stern az IMDb-n
- Isaac Stern-emlékkiállítás a Zsidó kultúra és történet archívumában
- Isaac Stern életrajza a Who's Who-ban
- Isaac Stern-portré a Sony Classicalban
- From Mao to Mozart: Isaac Stern in China. Zelluloid.de. [2017. január 2-i dátummal az eredetiből archiválva]. (Hozzáférés: 2018. augusztus 24.) Archiválva 2018. augusztus 25-i dátummal a Wayback Machine-ben
- San Francisco Conservatory of Music
- Violinist Isaac Stern Dies at 81; Led Efforts to Save Carnegie Hall. In: The New York Times, 2001. szeptember 23.
- Star-Geiger Isaac Stern ist tot Der Stern 2001. szeptember 23.
- Isaac Stern plays Mendelssohn: Violin Concerto – Allegro 1972 (clip) – YouTube
- Isaac Stern playing Bach's Chaconne in D minor for solo violin Single File – YouTube

## Fordítás
- Ez a szócikk részben vagy egészben  az   Isaac Stern című német Wikipédia-szócikk ezen változatának fordításán alapul.  Az eredeti cikk szerkesztőit annak laptörténete sorolja fel. Ez a jelzés csupán a megfogalmazás eredetét és a szerzői jogokat jelzi, nem szolgál a cikkben szereplő információk forrásmegjelöléseként.
- Ez a szócikk részben vagy egészben  az   Isaac Stern című olasz Wikipédia-szócikk ezen változatának fordításán alapul.  Az eredeti cikk szerkesztőit annak laptörténete sorolja fel. Ez a jelzés csupán a megfogalmazás eredetét és a szerzői jogokat jelzi, nem szolgál a cikkben szereplő információk forrásmegjelöléseként.